# باشگاه فوتبال گاینار توتوری
باشگاه فوتبال گاینار توتوری ژاپنی: ガイナーレ鳥取 باشگاه فوتبالی در شهر استان توتوری، ژاپن است که در جی‌لیگ ۳ بازی می‌کند. این باشگاه در سال ۱۹۸۳ میلادی پایه‌گذاری شده است.